# Inga-Kari Fryklund
Inga-Kari Fryklund, född 1962, är sedan 2010 förbundsdirektör för Vårdföretagarna inom Almega . Hon är ledamot i IVO Inspektionen för vård och omsorgs insynsråd liksom för Socialstyrelsens insynsråd. 
Inga-Kari Fryklund har tidigare varit områdeschef inom Svenskt Näringsliv, med ansvar regionverksamheten i Uppsala-, Stockholms-, Örebro- och Västmanlands län, samt Gotland.